# Mihajlo Cakić
Mihajlo Cakić (Михајло Цакић; sinh 27 tháng 5 năm 1990) là một cầu thủ bóng đá Serbia thi đấu cho Sinđelić Beograd.

## Sự nghiệp

### Câu lạc bộ
Vào tháng 12 năm 2015, Cakić rời khỏi FC Sheriff Tiraspol sau khi hợp đồng hết hạn.

### Quốc tế
Cakić từng thi đấu cho Đội tuyển bóng đá U-21 quốc gia Serbia tại Valeriy Lobanovskyi Memorial Tournament năm 2011.